# Higginsia ciccaresei
Higginsia ciccaresei är en svampdjursart som beskrevs av Pansini och Giuseppe L. Pesce 1998. Higginsia ciccaresei ingår i släktet Higginsia och familjen Heteroxyidae.
Artens utbredningsområde är havet utanför Italien. Inga underarter finns listade i Catalogue of Life.